# Aleksandr Lesun
Aleksandr Leonidovič Lesun (in russo Александр Леонидович Лесун?; Barysaŭ, 1º luglio 1988) è un pentatleta bielorusso naturalizzato russo.

## Biografia
Ha rappresentato la Russia ai Giochi olimpici estivi di Londra 2012, dove si è classificato 4º, e Rio de Janeiro 2016, in cui ha vinto l'oro.

## Palmarès
- Giochi olimpici:

Rio de Janeiro 2016: oro nell'individuale.
- Mondiali:

Chengdu 2010: argento nell'individuale e bronzo nella staffetta.
Mosca 2011: oro nella gara a squadre e argento nell'individuale.
Roma 2012: oro nell'individuale e argento nella gara a squadre.
Varsavia 2014: oro nell'individuale.
Berlino 2015: argento nell'individuale e nella gara a squadre.
Mosca 2016: oro nella staffetta mista e argento nell'individuale.
Il Cairo 2017: bronzo a squadre.
Budapest 2019: bronzo nella staffetta.
- Europei:

Medway 2011: oro nella gara a squadre.
Sofia 2012: oro nella gara a squadre.
Drzonków 2013: bronzo nell'individuale.
Székesfehérvár 2014: oro nell'individuale.
Bath 2015: argento a squadre.
Sofia 2016: oro nella staffetta.
Minsk 2017: oro individuale e argento a squadre.